# St Catherine’s

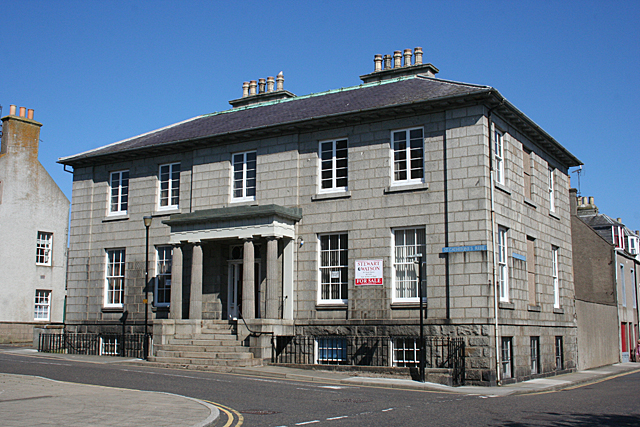
St Catherine’s

St Catherine’s ist eine Villa in der schottischen Kleinstadt Banff in der Council Area Aberdeenshire. 1972 wurde das Bauwerk in die schottischen Denkmallisten in der höchsten Denkmalkategorie A aufgenommen.

## Beschreibung
Die zweistöckige Villa steht an der Einmündung der St Catherine Street in die Castle Street in der Nähe von Banff Castle. Das um 1730 errichtete Gebäude erinnert stilistisch an die Arbeiten des schottischen Architekten Archibald Simpson.
Die nüchtern wirkende, südexponierte Hauptfassade entlang der St Catherine Street ist fünf Achsen weit. Das Sichtmauerwerk besteht aus großen, grauen Sandsteinquadern. Am Mittelrisalit springt ein dorischer Portikus hervor. Das hölzerne Eingangsportal ist schmuck ornamentiert. Es schließt mit einem dekorativ gestalteten, rechteckigen Kämpferfenster. Entlang der Gebäudekanten verlaufen schlichte kolossale Pilaster. Die rückwärtige Fassade ist mit Harl verputzt mit abgesetzten Sandsteineinfassungen. Die Villa schließt mit einem flach geneigten, schiefergedeckten Walmdach mit firstständigen Kaminen.